# 恵比寿・エコー劇場
恵比寿・エコー劇場（えびすえこーげきじょう、英語：Ebisu Echo Theater）は、東京都渋谷区東の劇場である。劇団テアトル・エコーの本拠として建設された。座席数は130席。運営は、グループ組織の一つであるスタジオ・エコーが担当。

## 解説
1970年、日本初の本格的小劇場テアトル・エコーとして渋谷区恵比寿1丁目に開場した。1991年10月に旧劇場を閉鎖し移転、翌1992年4月に渋谷区東3丁目にスタジオを併設した現在のエコービルの新劇場として再開し、現在に至る。
テアトル・エコーの公演の他、演劇、トークライブ等が行われている。また、テレビ番組CM撮影、映画のロケ等にも使用されている。